# Orvokki Kangas
Ilmi Orvokki Kangas, född 25 september 1921 i Lochteå, död 18 juli 2000 i Seinäjoki, var en finländsk politiker. 
Kangas var ursprungligen verksam inom Agrarförbundets kvinnoorganisation, där hon var resesekreterare 1948–1950. Hon flyttade därefter till Lappo, där hon under ett par år aktiv inom kommunalpolitiken. Hon satt i Finlands riksdag för Centern 1970-–1983. Hon var partiets första kvinnliga representant från det konservativa södra Österbotten. Hon var andra social- och hälsominister i Martti Miettunens regering 1976–1977 och verkade på denna post för en skärpning av alkohollagstiftningen. Hon tillhörde den så kallade K-linjen inom partiet. Efter att ha lämnat politiken skrev hon fem böcker, bland dem memoarerna Kotipolkuja ja valtatietä (1984).

## Utmärkelser
- Kommendörstecknet av Finlands Lejons orden[3]

[Redigera Wikidata]